# Stor-Hamptjärnen (Skellefteå stad, Västerbotten)
Stor-Hamptjärnen är en sjö i Skellefteå kommun i Västerbotten och ingår i Kågeälven-Skellefteälvens kustområde.